# Lê Hữu Đức
Lê Hữu Đức est un ancien footballeur puis entraîneur de football du Sud-Vietnam des années 1950 et 1960. 

## Biographie
En tant que joueur, Lê Hữu Đức participe à la Coupe d'Asie 1956, inscrit trois buts (un contre Hong Kong et deux contre la Corée du Sud) et termine troisième du tournoi.
Puis, il entame une carrière de sélectionneur du Sud-Vietnam, lors des éditions 1956 en tant que joueur-sélectionneur et 1960 de la coupe d'Asie des nations (terminant quatrième du tournoi). Il est encore sélectionneur en 1963 et en 1964. 

### Buts en sélection
| Buts connus de Lê Hữu Đức en sélection | Buts connus de Lê Hữu Đức en sélection | Buts connus de Lê Hữu Đức en sélection | Buts connus de Lê Hữu Đức en sélection | Buts connus de Lê Hữu Đức en sélection | Buts connus de Lê Hữu Đức en sélection    | Buts connus de Lê Hữu Đức en sélection |
| -------------------------------------- | -------------------------------------- | -------------------------------------- | -------------------------------------- | -------------------------------------- | ----------------------------------------- | -------------------------------------- |
| -                                      | Date                                   | Lieu                                   | Adversaire                             | Résultat                               | Compétition                               |                                        |
| 1                                      | 9 septembre 1956                       | Hong Kong                              | Hong Kong                              | 2-2                                    | Coupe d'Asie des nations de football 1956 |                                        |
| 2 et 3                                 | 15 septembre 1956                      | Hong Kong                              | Corée du Sud                           | 3-5                                    | Coupe d'Asie des nations de football 1956 |                                        |